# Frankfurt Galaxy
I Frankfurt Galaxy sono stati una squadra di football americano, di Francoforte sul Meno, in Germania.

## Storia
La squadra è stata fondata nel 1991 e ha chiuso nel 2007; ha vinto quattro World Bowl.
Nel 2014 il nome e il marchio dei Frankfurt Galaxy sono stati rilevati dai Frankfurt Universe (squadra creata nel 2007 da tifosi dei Galaxy a seguito dello scioglimento dei Galaxy stessi), che intendono usarli per la loro prima squadra (mentre la seconda continuerebbe a giocare sotto il nome Universe). Nel 2015, tuttavia, il sito della GFL2 riporta la squadra ancora come Frankfurt Universe.
Nel 2020, con l'avvio della European League of Football, sono riprese le trattative per l'utilizzo del nome. Il 9 marzo 2021 è stato annunciato che la ELF e la NFL hanno trovato un accordo sull'utilizzo da parte della lega europea dei nomi Sea Devils e Galaxy rispettivamente per le squadre di Amburgo e Francoforte sul Meno.

## Dettaglio stagioni

### Tornei internazionali

#### WLAF/NFLE
| Stagione | regular season | regular season | regular season | regular season | regular season | regular season | playoff | playoff | playoff | playoff | playoff | playoff    | playoff            |
|          | Vin            | Par            | Per            | Tot            | PF             | PS             | Vin     | Per     | Tot     | PF      | PS      | risultato  | avversaria         |
| -------- | -------------- | -------------- | -------------- | -------------- | -------------- | -------------- | ------- | ------- | ------- | ------- | ------- | ---------- | ------------------ |
| 1991     | 7              | 0              | 3              | 10             | 155            | 139            | -       | -       | -       | -       | -       | -          | -                  |
| 1992     | 3              | 0              | 7              | 10             | 150            | 257            | -       | -       | -       | -       | -       | -          | -                  |
| 1995     | 6              | 0              | 4              | 10             | 279            | 202            | 1       | 0       | 1       | 26      | 22      | Campioni   | Amsterdam Admirals |
| 1996     | 6              | 0              | 4              | 10             | 221            | 220            | 0       | 1       | 1       | 27      | 32      | World Bowl | Scottish Claymores |
| 1997     | 4              | 0              | 6              | 10             | 147            | 142            | -       | -       | -       | -       | -       | -          | -                  |
| 1998     | 7              | 0              | 3              | 10             | 177            | 163            | 0       | 1       | 1       | 10      | 34      | World Bowl | Rhein Fire         |
| 1999     | 6              | 0              | 4              | 10             | 239            | 223            | 1       | 0       | 1       | 28      | 26      | Campioni   | Barcelona Dragons  |
| 2000     | 4              | 0              | 6              | 10             | 206            | 269            | -       | -       | -       | -       | -       | -          | -                  |
| 2001     | 3              | 0              | 7              | 10             | 199            | 234            | -       | -       | -       | -       | -       | -          | -                  |
| 2002     | 6              | 0              | 4              | 10             | 189            | 174            | -       | -       | -       | -       | -       | -          | -                  |
| 2003     | 6              | 0              | 4              | 10             | 252            | 182            | 1       | 0       | 1       | 35      | 16      | Campioni   | Rhein Fire         |
| 2004     | 7              | 0              | 3              | 10             | 212            | 192            | 0       | 1       | 1       | 24      | 30      | World Bowl | Berlin Thunder     |
| 2005     | 3              | 0              | 7              | 10             | 163            | 246            | -       | -       | -       | -       | -       | -          | -                  |
| 2006     | 7              | 0              | 3              | 10             | 172            | 160            | 1       | 0       | 1       | 22      | 7       | Campioni   | Amsterdam Admirals |
| 2007     | 7              | 0              | 3              | 10             | 254            | 179            | 0       | 1       | 1       | 28      | 37      | World Bowl | Hamburg Sea Devils |
| Totale   | 82             | 0              | 68             | 150            | 3015           | 2982           | 4       | 4       | 8       | 200     | 204     |            |                    |

Fonti: Enciclopedia del Football - A cura di Roberto Mezzetti

## Palmarès
- 4 World Bowl (1995, 1999, 2003, 2006)